# Audrey Munson
Audrey Marie Munson (Syracuse (New York), 8 juni 1891 – Ogdensburg, 20 februari 1996) was een Amerikaans actrice en model.

## Levensloop en carrière

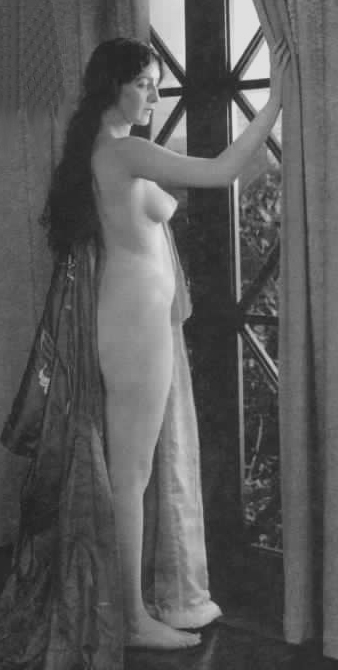
Audrey Munson in de film Heedless Moths, in 1921

Munson werd in 1906 door een fotograaf ontdekt terwijl ze op straat liep. De fotograaf stelde haar voor aan beeldhouwer Isidore Konti. Tussen 1906 en 1915 zou ze voor verschillende schilders en beeldhouwers poseren in New York. Tegen 1915 had ze de nodige bekendheid opgebouwd. Ze werd als model gekozen door Alexander Stirling Calder voor de Panama-Pacific International Exposition.
In datzelfde jaar speelde ze in haar eerste film: Inspiration (1915), waarin ze een naaktmodel speelde. Ook de Franse schilder Daniel Chester French verscheen in de film. Het was de eerste keer in de filmgeschiedenis dat een vrouw volledig naakt poseerde in een Amerikaanse film. De film werd een groot succes. Een jaar later speelde ze in een gelijkaardige film: Purity.
In 1919 keerde ze terug naar New York, waar Walter Wilkins verliefd op haar werd. Wilkins vermoordde hiervoor zijn vrouw zodat hij beschikbaar was voor Munson. Dit leverde slechte publiciteit op en de carrière van Munson geraakte in het slop. In 1931 werd Munson opgenomen in een psychiatrisch ziekenhuis, waar ze 65 jaar verbleef tot aan haar dood in 1996 op 104-jarige leeftijd.